# پونتا اومبریا
پونتا اومبریا (به اسپانیایی: Punta Umbría) یک شهرداری و منطقه شهری در اسپانیا است که در استان اوئلوا واقع شده‌است.

## خصوصیات
پونتا اومبریا ۳۸ کیلومترمربع مساحت و ۱۴٬۷۰۸ نفر جمعیت دارد.